# Palaeontinodes separatus
Palaeontinodes separatus  (лат.) — ископаемый вид цикадовых полужесткокрылых насекомых рода Palaeontinodes (семейство Palaeontinidae). Обнаружен в юрских отложениях Китая: (Daohugou Formation, келловейский ярус, возраст около 160 млн лет).

## Описание
Среднего размера ископаемые полужесткокрылые, которые были описаны по отпечаткам, длина переднего крыла 33,8 мм, ширина 14,3 мм (размеры заднего крыла — 21×13 мм).
Вид Palaeontinodes separatus был впервые описан в 2007 году китайскими палеоэнтомологами Б. Ваном и Х. Чжаном (B. Wang; H. C. Zhang) вместе с видами Abrocossus longus, Neimenggucossus normalis, Suljuktocossus chifengensis.
Таксон Palaeontinodes separatus включён в состав рода Palaeontinodes Martynov 1937 вместе с видами Palaeontinodes chengdeensis Hong 1983, Palaeontinodes minor Becker-Migdisova and Wootton 1965, Palaeontinodes locellus Wang and Zhang 2007, Palaeontinodes haifanggouensis Hong 1983, Palaeontinodes shabarovi, Palaeontinodes reshuitangensis Wang and Zhang 2007, Palaeontinodes daohugouensis Wang and Zhang 2007 и Palaeontinodes angarensis.